# Le Soulier qui vole
Pour les articles homonymes, voir Le Soulier qui vole (homonymie).
Albums de Chantal Goya
Dans la Forêt magique La Planète merveilleuse 
(1982, 1983, et 2014)

Le Soulier qui vole est une comédie musicale écrite et mise en scène en 1980 par Jean-Jacques Debout et dont le rôle principal est attribué à Chantal Goya. 
Le spectacle a été créé au Palais des Congrès de Paris, où il a rempli 37 000 places.

## Résumé
Un soir, dans un petit village d'Alsace, un petit groupe d'enfants dit au revoir à son professeur. Arrive alors dans le ciel Marie-Rose et la cigogne Francette. Pour qu'ils ne soient pas tristes, Marie-Rose décide d'emmener les enfants dans la forêt magique. Mais les enfants ne savent pas voler. Marie-Rose décide donc d'aller demander de l'aide au géant Balthazar qui lui prête son soulier. De retour en Alsace, Marie-Rose emmène tous les enfants du village dans la forêt magique où ils rencontrent les amis de Marie-Rose mais aussi la terrible Pie Jama et son amie la sorcière Piranha. Plus tard, Marie-Rose décide de se rendre à Animauville avant de ramener les enfants en Alsace.

## Historique
Les premières représentations ont eu lieu à Paris, au Palais des Congrès, du 3 décembre 1980 au 10 janvier 1981. Le spectacle est ensuite parti en tournée avant de revenir à Paris.
La liste des titres du spectacle s'est vue légèrement modifiée en 1981. Ainsi, des morceaux de l'album Comme Tintin sorti en 1981 ont été intégrés au spectacle.
Chantal Goya et Jean-Jacques Debout ont repris ce spectacle en 1995. La deuxième version a été présentée au Palais des Congrès de Paris du 10 au 30 décembre 1994.
En 2019, Chantal Goya reprend ce spectacle une nouvelle fois. C'est l'occasion pour elle de célébrer ses 40 ans de scène. Le spectacle est présenté à Paris les samedi 2 et dimanche 3 février et les 5 et 6 octobre 2019. La chanteuse partira ensuite pour une tournée de plusieurs dates à travers la France.

## Titres de la première version (1980)

### Première partie
1. Ouverture
2. Au revoir, monsieur le professeur
3. Arrivée de la cigogne
4. Mademoiselle Marie Rose
5. Je vole, je vole, je vole
6. Je vole avec Marie-Rose
7. Quand on a des sous
8. Le soulier qui vole (partir)
9. Le coucou
10. Un lapin
11. On m'appelle Cendrillon (instrumental)
12. Au château nougatine
13. Au château nougatine (instrumental)
14. La Pie Jama (1re partie)
15. Docteur Sirop
16. C'est le temps de l'hiver
17. Ballet des petits lapins roses
18. Animauville

### Deuxième partie
1. Ouverture Animauville
2. Animauville
3. Chacun son métier
4. La Marionnette
5. C'est Guignol !
6. Bécassine
7. Au nom de la loi
8. La Pie Jama (2e partie)
9. La leçon de musique
10. Mon ami le Pélican
11. Adieu les jolis foulards
12. Au revoir Animauville
13. Ballade pour Cosette (instrumental)
14. Il faut construire ton paradis
15. Départ du soulier
16. Aurevoir Mademoiselle Marie Rose
17. Tout l'amour du monde

## Titres de la deuxième version (1981)

### Première partie
1. Ouverture
2. Au revoir, monsieur le professeur
3. Mademoiselle Marie Rose
4. Je vole, je vole, je vole
5. Je vole avec Marie-Rose
6. Quand on a des sous
7. Le soulier qui vole (partir)
8. Le coucou
9. La chèvre de Mr Seguin
10. Au château nougatine
11. La Pie Jama (1re partie)
12. Les trois joyeux Pieds Nickelés
13. Marchand de sable
14. Petit Papa Noël
15. Quatre petits lapins roses
16. Animauville

### Deuxième partie
1. Ouverture Animauville
2. Animauville
3. Chacun son métier
4. La Marionnette
5. C'est Guignol !
6. Bécassine
7. Au nom de la loi
8. Les Intermèdes
9. Comme Tintin
10. La leçon de musique
11. Adieu les jolis foulards
12. Il faut construire ton paradis
13. Animauville
14. Départ du soulier
15. Au revoir Mademoiselle Marie Rose
16. Tout l'amour du monde

## Titres de la troisième version (1994 - 1995)

### Première partie
1. Ouverture
2. Au revoir, monsieur le professeur
3. Quand on a des sous
4. Le soulier qui vole (partir)
5. Le coucou
6. Jeannot Lapin
7. Un lapin
8. Coucou la grenouille
9. Mais en attendant Maître Renard
10. Quatre petits lapins roses
11. Pandi Panda
12. Francette, ma petite cigogne
13. Monsieur le Chat Botté
14. Au château nougatine
15. La Pie Jama
16. Croque Monsieur
17. Loup-Loup

### Deuxième partie
1. Ouverture
2. Chacun son métier
3. Au pays des souris
4. Bécassine
5. L'alphabet en chantant
6. Mécki le hérisson
7. Snoopy
8. C'est Guignol !
9. La poussière est une sorcière
10. Ne jouez pas aux jeux dangereux
11. Les trois joyeux Pieds Nickelés
12. La leçon de musique
13. Adieu les jolis foulards
14. Aime
15. Au revoir Mademoiselle Marie-Rose
16. Tout l'amour du monde

## Titres de la quatrième version (2019 - 2020)

### Première partie
1. Ouverture
2. Au revoir Monsieur le professeur
3. Arrivée de Marie-Rose
4. Mademoiselle Marie-Rose
5. Quand on a des sous
6. Le soulier qui vole (partir)
7. Le coucou
8. Un lapin
9. On m’appelle Cendrillon (instrumental)
10. Au château Nougatine
11. Pie Jama (1re partie)
12. Loup loup
13. Docteur Sirop
14. Quatre petits lapins roses
15. Animauville

### Deuxième partie
1. Chacun son métier
2. Entrée du Théâtre
3. La Marionnette
4. C’est Guignol
5. Trois joyeux pieds nickelés
6. Pandi Panda
7. Bécassine
8. Pie Jama (2e partie)
9. La leçon de musique
10. L’Alphabet en chantant
11. Adieu les jolis foulards
12. Il faut construire ton paradis
13. Retour en Alsace
14. Il n’y a pas de cigognes en hiver
15. Le soulier qui vole (partir) - instrumental
16. Au revoir Mademoiselle Marie-Rose
17. Le soulier qui vole (partir) - final
18. Tout l’amour du monde

## Supports
Le spectacle a été commercialisé sous plusieurs formes audio et vidéo :

### Audio
- Le Soulier qui vole : double vinyle 33 tours et cassette audio longue durée édités par RCA en 1981[4].
- Le Soulier qui vole : réédition en double CD par Sony du 33 tours édité en 1981 par RCA. Quelques morceaux disparaissent néanmoins de la version originale : Je vole avec Marie-Rose, C'est le temps de l'hiver, Au nom de la loi. De plus, certaines tubes de la chanteuse ont été ajoutés à la nouvelle édition : Un lapin, Loup-Loup, Les trois Joyeux Pieds Nickelés, Pandi-Panda. Pour l'occasion, Sony a réédité ce même double album en 33 tours. Les deux supports ont été commercialisés le 26 octobre 2018.

### Vidéo
- Le Soulier qui vole a été édité en VHS à trois reprises : en 1981 par GCR Distribution, en 1991 par Sony Music Vidéo[5] et en 1995 par René Château Vidéo.
- Chantal Goya : ses trois plus beaux spectacles : Coffret 3 DVD incluant Le Soulier qui vole édité par Sony BMG Music Entertainement / Productions Sterne. Le coffret a été commercialisé le 17 novembre 2008[6].
- Le Soulier qui vole : DVD simple édité par Sony BMG Music Entertainement / Productions Sterne. Le dvd a été commercialisé le 30 mars 2009.
- Coffret Collector 3 DVD : Coffret incluant 3 dvd dont le spectacle Le Soulier qui vole édité par Sony BMG Music Entertainement / Productions Sterne. Le coffret a été commercialisé le 26 octobre 2009.

### Livre
- Deux albums illustrés racontant l'histoire du spectacle sont sortis aux éditions Fernand Nathan en 1980 : Le Soulier qui vole et Au Pays d'Animauville.